# Bauer Bodoni
Bauer Bodoni es el nombre dado a una familia tipográfica de estilo serifa. Bauer Bodoni es una reinterpretada versión de la tipografía Bodoni, creada por Giambattista Bodoni en los 1790, considerado uno de los mejores tipógrafos del siglo XVIII.
Sus formas son más cercanas a las originales y tienen una apariencia limpia, elegante y delicada que no tienen las otras versiones. "La Bauer Bodoni muestra un elevado contraste entre los trazos gruesos y finos, un marcado carácter vertical y unos finos terminales filiformes."
Entre las versiones existentes hasta hoy de la Bodoni que han ido resurgiendo a lo largo del tiempo, y entre las que están consideradas como más logradas y más exitosas están la ATF Bodoni (para la American Type Founders) y la Bauer Bodoni. Esta fue creada en 1926 por el tipógrafo Heinrich Jost (1889-1948) junto con el diseñador Louis Höll, para la Fundición Bauer. Jost fue el director artístico de la fundición desde 1923 hasta 1948.

## Utilización
La diagramación con esta fuente requiere atención al diseño vertical de las letras y al fuerte contraste entre las líneas gruesas y delgadas que pueden afectar la legibilidad de la fuente. Es aconsejable utilizar la fuente en un cuerpo de tipo más grande con un espaciamiento generoso.